# N.Flying
N.Flying (coreano: 엔플라잉, japonês: エヌフライング, acrônimo para New Flying) é uma banda sul-coreana formada pela FNC Entertainment em 2013. Sua estreia foi no Japão com o single Basket e, em 2015, estrearam na Coreia com o mini-álbum 기가막혀(Awesome). Atualmente, a banda é composta por cinco membros: Lee Seung-hyub, Cha Hun e Kim Jaehyun, juntamente de Yoo Hweseung e Seo Dongsung, que foram adicionados mais tarde. Seu nome de fandom é N.Fia, que junta as palavras "N.Flying" com "utopia".

## História

### 2005-2012: Pré-debut
Kwangjin começou a treinar na FNC em 2005 e, mais tarde, se tornou o baixista original da banda da mesma empresa, CNBLUE. Devido à questões pessoais, contudo, ele deixou a banda no ano de debut, sendo substituído por Jungshin. Apesar de ter deixado a banda, Kwangjin não deixou a empresa e, em janeiro de 2011, o N.Flying foi formado por ele e mais três trainees: Seunghyub, Hun e Jaehyun.

### 2013: Debut no Japão
O primeiro single do N.Flying, Basket, foi lançado no Japão em 01 de outubro de 2013, poucos dias após sua primeira apresentação ao vivo. Depois disso, performaram como show de abertura nas turnês "Replay", do FTISLAND e "One More Time", do CNBLUE, bandas mais velhas companheiras de empresa.

### 2014:One and Onlye estreia na televisão
Em 01 de janeiro de 2014, foi lançado o segundo single album da banda no Japão, intitulado One and Only. Também em janeiro, N.Flying se tornaram garotos-propaganda da marca Buckaroo Jeans.
Mais tarde no mesmo ano, N.Flying faria sua primeira aparição na televisão através do reality drama Cheongdam-dong 111, produzido por sua própria empresa e televisionado pela tvN. Foi através do mesmo programa que Seunghyub foi declarado o líder da banda, no último episódio.
Em março de 2014, foram novamente show de abertura para FTISLAND, dessa vez em seu show em Singapura.
Devido a uma lesão no joelho de Seunghyub em julho, o debut da banda na Coreia, inicialmente marcado para 2014, foi adiado.

### 2015-2016: Debut coreano comAwesome e Lonely
No dia 11 de maio de 2015 foi postado o teaser do debut coreano da banda com o mini-álbum 기가막혀(Awesome), que foi lançado posteriormente em 20 de maio, junto com o clipe da faixa título homônima. O clipe teve a participação de Seolhyun como protagonista, membro do girlgroup da mesma empresa, AOA.
Em 12 de outubro, a FNC anunciou a volta da banda com seu primeiro single álbum, Lonely, lançado no dia 22.
Já em 2016, N.Flying se apresentou no KCON Japan com "Awesome" em outubro. Não houve lançamentos coreanos do grupo no ano.

### 2017–2018: Adição de Hweseung,The Real: N.Flying, The Hottest, How Are You?, Fly High Projecte saída de Kwangjin
Em fevereiro de 2017 foi anunciado pela FNC que a banda teria mudanças nos integrantes para o próximo retorno. O anúncio da adição de Hweseung, ex-participante do programa de sobrevivência Produce 101 Season 2, foi no dia 19 de junho.
Os teasers do novo lançamento da banda começaram a ser postados no dia 23 de julho, e o mini-álbum THE REAL : N.Flying foi lançado no dia 02 de agosto junto com o clipe da faixa título, "The Real (진짜가 나타났다)".
Em 3 de janeiro de 2018, N.Flying lançou seu terceiro EP The Hottest junto com o clipe da faixa título "Hot Potato (뜨거운 감자)".
Em 16 de maio de 2018, eles lançaram seu quarto EP How Are You? junto com o clipe da faixa título "How R U Today".
N.Flying anunciou um projeto de 1 ano, Fly High Project com o intuito de introduzir mais pessoas para o potencial e música da banda. Os membros participarão no planejamento e produção do projeto. Em 26 de outubro de 2018, eles lançaram a faixa chamada "Like a Flower".
N.Flying realizou um concerto intitulado "N.Flying 1st Livehouse Tour - THE REAL Ⅳ" nos dias 5 e 7 de dezembro no Japão. Seguindo com o fim do concerto, N.Flying foram anunciados de que um concerto no Japão chamado "2019 LIVE IN JAPAN -BROTHERHOOD-" seria realizado em Tóquio no dia 7 de junho de 2019, para comemorar o lançamento de seu primeiro álbum japonês Brotherhood.
Em 19 de dezembro de 2018, foi anunciado que Kwangjin voluntariamente teria um hiatus da banda devido à acusações de comportamento inadequado online. Mais tarde ele deixou o grupo em 26 de dezembro de 2018.

### 2019: Avanço e crescimento do N.Flying
Em 2 de janeiro de 2019, N.Flying permaneceu com 4 integrantes para sua nova faixa "Rooftop" através do Fly High Project #2. Seguido do lançamento, sua série de concertos "N.Flying Fly High Project Note 2. 2019" foi realizada em 19 de janeiro no MUV Hall. "Rooftop" primeiramente entrou nos rankings mais baixos dos charts de música coreana e brevemente depois de terem concluído suas promoções em music shows no começo de março, a música ganhou de repente muita popularidade e se tornou virar depois de uma pessoa anônima ter compartilhado a faixa em uma comunidade online. "Rooftop" mais tarde ficou em #1 em todas os principais music charts coreanos e ficou no topo do chart digital semanal da Gaon por duas semanas consecutivas e no chart digital mensal para o mês de março. Em 5 de março, N.Flying ganhou sua primeira vitória de toda a carreira em um music show, no The Show, seguido do Inkigayo, em 17 de março.
Em 34 de abril de 2019, N.Flying lançou seu quinto EP Spring Memories com sua faixa título tendo o mesmo nome do EP através do Fly High Project #3. O EP inclui 6 faixas incluindo suas músicas anteriores, "Like a Flower" e "Rooftop". Seguindo o lançamento do projeto, uma série de concertos foi realizada, sendo intitulada "N.Flying Fly High Project Note 3" em 29 de abril no MUV Hall. O álbum estreou em #5 na Gaon.
Em junho de 2019, a primeira turnê mundial do N.Flying "2019 Live Up All Night" foi anunciada para ser realizada em Bangkok no dia 20 de junho, em Hong Kong no dia 10 de agosto e em Paris no dia 22 de setembro.
N.Flying realizou sua série de concertos solo "N.Flying Fly High Project Note 4" em 20 de julho no Yes24 Live Hall.

### 2020–presente: Adição de Dongsung
Em primeiro de janeiro de 2020, o ex-integrante, líder e baixista do HONEYST foi oficialmente anunciado como o novo membro do N.Flying como baixista através de um post do fancafe realizado por Lee Seunghyub, líder do N.Flying. Mais tarde a FNC confirmou a adição do membro ao N.Flying e também que Dongsung previamente se juntou às atividades do grupo desde o verão de 2019 como um membro suporte, já que Dongsung sempre estava tocando com os outros meninos.

## Integrantes
Inicialmente, a banda era formada apenas pelos quatro integrantes mais velhos, Jaehyun sendo o maknae (membro mais novo). Em junho de 2017 foi anunciada a adição de Hweseung ao grupo, se tornando vocalista ao lado de Seunghyub e o novo maknae da banda. Hweseung foi um dos participantes da segunda temporada do programa Produce 101. Após isso, em 2020 foi anunciado o novo integrante da banda, Dongsung, tornando Hweseung ex-maknae por ser agora o mais novo da banda.
| Nome romanizado | Hangul | Data de nascimento      | Função no grupo                                  |
| --------------- | ------ | ----------------------- | ------------------------------------------------ |
| Lee Seung-hyub  | 이승협 | 31 de outubro de 1992   | Líder, vocalista, rapper, guitarrista e pianista |
| Cha Hun         | 차훈   | 12 de julho de 1994     | Guitarrista e sub-vocalista                      |
| Kim Jaehyun     | 김재현 | 15 de julho de 1994     | Baterista                                        |
| Yoo Hweseung    | 유회승 | 28 de fevereiro de 1995 | Vocalista                                        |
| Seo Dongsung    | 서동성 | 09 de abril de 1996     | Baixista e maknae                                |
| Ex-integrantes  |        |                         |                                                  |
| Kwon Kwangjin   | 권광진 | 12 de agosto de 1992    | Baixista e vocalista                             |

## Discografia

### Extended plays/mini-álbuns

#### 기가막혀(Awesome)(2015)[22]
1. One N Only
2. Awesome (기가 막혀)
3. Heartbreak (가슴이 놀래)
4. All in
5. 1 Minute (1분)

#### THE REAL: N.Flying(2017)[23]
1. Let's Get Down To It
2. The Real (진짜가 나타났다)
3. 다행이야
4. 정리가 안돼
5. 짠해
6. R U Ready?

##### THE HOTTEST: N.Flying (2018)
1. 그러니까 우리
2. Hot Potato (뜨거운 감자)
3.골목길에서
4. I Know U Know
5. 이보다 좋을까
6. Just One Day (딱 하루만)

### Single-álbuns

#### Lonely(2015)[24]
1. Lonely
2. Knock Knock
3. Shamelessly (뻔뻔)

### Singles

##### Coreia
Awesome (기가 막혀) (2015)
Lonely (2015)
The Real (진짜가 나타났다) (2017)

##### Japão
BASKET (2013)
One and Only (2014)
Knock Knock (2016)
Endless Summer (2016)